# PR-436
A Rodovia PR-436 é uma estrada pertencente ao governo do Paraná que se inicia em Japira, quase no limite com Ibaiti (entroncamento com a rodovia BR-153) e acaba na divisa com o estado de São Paulo, entre os municípios de Itambaracá (PR) e Cândido Mota (SP).
Do trecho entre o início do pavimento (quando a rodovia passa a coincidir com a PR-218, em Ribeirão do Pinhal) até o trevo de Bandeirantes (cruzamento com a BR-369), a rodovia é denominada Rodovia Gilberto Freire. A partir daí, até o entroncamento com a PR-517 (em Itambaracá), a rodovia é denominada Rodovia Deputado Dino Veiga. Logo após, seu trecho final (até a divisa com São Paulo) é denominada Rodovia Geraldo Malufa.

## Trechos da Rodovia
A rodovia possui uma extensão total de aproximadamente 120,1 km, podendo ser dividida em 6 trechos, conforme listados a seguir:
| Ponto de referência                                            | Extensão do trecho | Extensão acumulada | Situação        |
| -------------------------------------------------------------- | ------------------ | ------------------ | --------------- |
| Entroncamento BR-153 (Japira)                                  | ---                | 0 km               | ---             |
| Início do trecho coincidente com a PR-218 (Ribeirão do Pinhal) | 53,8 km            | 53,8 km            | Não pavimentado |
| Fim do perímetro urbano de Ribeirão do Pinhal                  | 3,0 km             | 56,8 km            | Pavimentado     |
| Fim do trecho coincidente com a PR-439 (acesso a Abatiá)       | 5,6 km             | 62,4 km            | Pavimentado     |
| Entroncamento BR-369 (Bandeirantes)                            | 32,3 km            | 94,7 km            | Pavimentado     |
| Entroncamento PR-517 (Itambaracá)                              | 13,6 km            | 108,3 km           | Pavimentado     |
| Divisa PR/SP (antes de Cândido Mota)                           | 11,8 km            | 120,1 km           | Pavimentado     |

Extensão pavimentada: 66,3 km (55,20%)